# Miguel Torga
Miguel Torga, seudónimo de Adolfo Correia da Rocha (São Martinho de Anta, Trás-os-Montes, 12 de agosto de 1907-Coímbra, 17 de enero de 1995), fue un novelista, articulista y poeta portugués. Asimismo destacan sus Diarios y su largo libro de memorias, La creación del mundo.

## Biografía
Hijo de una familia pobre campesina, la falta de recursos económicos lo habría de conducir a estudiar en el seminario. Había pasado una temporada en una casa burguesa de Oporto, en la que realizó diversos servicios domésticos, al tiempo que alternaba sus estudios en el seminario durante dos años. Esta circunstancia se aminoró al verse trasladado el chico a Brasil, con trece años.
En Brasil pasó cinco años en una hacienda de Minas Gerais bajo la protección de un tío suyo; sólo a lo largo de su vida regresaría brevemente, por dos veces, a ultramar. Fue su tío quien también le ayudó a regresar a Portugal en 1925 y quien le proporcionó una cantidad al mes para proseguir sus estudios. En dos años acabó el liceo y en 1933 terminó la carrera médica en la Facultad de Medicina de la Universidad de Coímbra. Este es el momento en que inicia sus Diarios, tan importantes para seguir sus sentimientos y también la historia de Portugal en el siglo XX.
Especializado en otorrinolaringología, ejerció de médico y también de veterinario en varios lugares del país (Leiría, entre otros), antes de establecerse definitivamente en 1941 en Coímbra, donde abriría un consultorio que tendría hasta el final de su vida.

## Trayectoria
Había publicado ya cuatro libros de poesía, Ansiedade, Rampa, Tributo y Abismo y uno de prosa, Pio Azimo, que estaban firmados todavía por Adolfo Rocha, y todos ellos en edición de autor. Asimismo, se había integrado en el grupo intelectual que editó la revista Presença, formado en 1927 por Branquinho da Fonseca, Joao Gaspar Simoes y José Régio. La revista se publicó hasta 1940, pero Torga dejó de colaborar en 1930. Posteriormente, en 1936 dirigió él una nueva revista, Manifiesto, que se publicó hasta 1938.
En 1934, con el libro de prosa A terceira voz, nace el seudónimo de Miguel Torga, originado en el nombre de un arbusto común en Trás-os-Montes (torga) y en el nombre, Miguel, de personalidades admiradas por él: Cervantes, Molina y Unamuno. 
En 1936 publicó O outro libro de Job y al año siguiente inició la publicación de La creación del mundo, larga narración de carácter autobiográfico cuyo quinto y último volumen se publicó en 1981.
En 1939 publicó El cuarto día de la creación del mundo (en La creación del mundo), resultado de un viaje por la España devastada por la guerra civil. El libro fue acusado por la PIDE (policía política) por filocomunista (él nunca se vinculó a partido alguno, como escribe en su diario), y fue secuestrado por la censura de Salazar, así que fue detenido y encarcelado durante meses en la ciudad de Leiría y luego en la prisión de Aljube, de Lisboa y solo se pudo volver a publicar treinta y dos años más tarde, en 1971.
Por otro lado, Cuentos de la montaña, de 1941, también fue retirado por la censura, y la mujer de Torga, Andrée Crabée Rocha, profesora universitaria de origen belga, fue expulsada del cuerpo docente. 
A lo largo de los años cuarenta, publicó cuatro libros de poesía más: Lamentacao (1943), Liberaçao (1944), Odes (1946), Nihil sibi (1948). También aparecieron Bichos (1940), conjunto de relatos, y Nuevos cuentos de la montaña (1944), además de la aparición de los primeros cuatro volúmenes de Diario. 
En los cincuenta, con su prestigio literario ya consolidado, publicó Cántico de homem (1950), Penas do purgatório (1954), Orfeu rebelde (1958), Cámara ardente (1962) y Poemas ibéricos (1965). Después de este libro, su poesía apareció esparcida en los distintos volúmenes de Diario. 
La Revolución portuguesa rehabilitó del todo al preterido escritor. Tras recibir varios premios internacionales, en 1978 el gobierno portugués promovió unas conmemoraciones oficiales con ocasión de los 50 años de carrera literaria de Torga.
En 1989 fue galardonado con el Premio Camões, el más importante para escritores de lengua portuguesa. Su obra abarca más de medio centenar de títulos, y han sido traducidos a 16 lenguas.

## Posiciones
Su pasión fue la literatura, como se pone de manifiesto en sus Diarios, si bien la profesión le proporcionó medios de vida, experiencias fundamentales y muchos argumentos. Pero en esos diarios vemos cómo se preocupa por la presencia y el valor de muy diversas figuras de su tiempo: Chaplin, Keaton, Tagore, Sartre, Tito, Juan XXIII, así como por la traición europea al gobierno de la II República española o los problemas irresolubles de un colonialismo que rechazaba.
Sus ideas contrarias a la dictadura salazarista se mantuvieron toda la vida hasta el fin de ésta: "se me ocurre pensar que un tirano es lo mismo que el agricultor que planta un árbol seco y se obstina en creer que va a dar ramas". Fue víctima de la represión, y cuando pudo leer en 1975 fotocopias de los papeles de la PIDE, que le denunciaban, dijo: "Un acervo de documentos ridículos y trágicos al tiempo. Los pasos que he dado durante cuarenta años, minuto a minuto. Reproducciones de cartas privadas que he escrito y he recibido; denuncias hechas por personas insospechadas. Todo mi pasado reunido, revuelto, pisoteado".
Saludó a la Revolución de abril de 1974, y también la disolución del Consejo de la Revolución, en 1982 ("unos pocos patriotas uniformados se obstinaban en mantener el país bajo su tutela").
Fue un defensor de la gran literatura portuguesa: Ribeiro, Camoens, o Camilo Castelo Branco (escritor de total originalidad, para Torga irrepetible), Asimismo fue un defensor fervoroso de Oliveira Martins y de la memoria del lusófilo Miguel de Unamuno ("Unamuno, ¿por qué has muerto? ¿por qué no puedo hablar contigo en este momento dramático del mundo, aquí, en esta Iberia nuestra cargada de sol y de tristeza?", Torga,Diario (1932-1987), Alfaguara, 2006, p. 67, julio de 1942</ref> p. 67). Y fue un iberista convencido pero siempre matizado: "Soy un portugués hispánico. Nací en una aldea trasmontana, pero respiro todo el aire peninsular... Celoso de mi patria cívica, de su independencia, de su historia, de su singularidad cultural, me gusta, sin embargo, sentirme gallego, castellano, andaluz, catalán, vasco". Fue Torga, en efecto, un continuo visitante de España, y muy crítico con el "arrinconamiento" realizado por sus vecinos, tan a menudo "fanáticos y altivos".

## Obras

### Prosa
- Pão ázimo (1931)
- Farrusco. The Blackbird and other Stories from the Portuguese. Translated with an Introduction by Denis Brass. Illustrations by Gregorio Prieto. George Allen & Unwin Ltd.; London, 1950.
- Bichos (Bichos, 1940), traducción de Eloísa Álvarez (Alfaguara, 1997)
- Cuentos de la montaña (Contos da montanha, 1941), traducción de Eloísa Álvarez (Alfaguara, 1987)
- Diário (16 vols., 1941-1994), traducción parcial de Eloísa Álvarez (Diario (1932-1987),[1] Alfaguara, 1988; y Diario II: últimas páginas (1987-1993), Alfaguara, 1996)
- Rúa (Rua, 1942), traducción de Eloísa Álvarez (Alfaguara, 1994)
- El señor Ventura (O senhor Ventura, 1943), traducción de Mario Merlino (Alfaguara, 2005)
- Novos contos da montanha (1944)
- Vindima (1945)
- Portugal (Portugal, 1950), traducción de Eloísa Álvarez (Alianza, 2005)
- Piedras labradas (Pedras lavradas, 1951), traducción de Eloísa Álvarez (Alfaguara, 1987)
- Traço de União (1955)
- Fogo preso (1976)
- La creación del mundo (A criação do mundo, 1991), traducción de Eloísa Álvarez (Alfaguara, 1986); autobiografía en cinco volúmenes:
  - A criação do mundo: os dois primeiros dias (1937)
  - O terceiro dia da criação do mundo (1938)
  - O quarto dia da criação do mundo (1939)
  - O quinto dia da criação do mundo (1974)
  - O sexto dia da criação do mundo (1981)

### Teatro
- Terra Firme e Mar (1941)
- O Paraíso (1949)
- Sinfonia (1947)

### Poesía
- Ansiedade (1928)
- Rampa (1930)
- O outro livro de Job (1936)
- Lamentação (1943)
- Nihil sibi (1948)
- Cântico do homem (1950)
- Poemas ibéricos (Alguns poemas ibéricos, 1952), traducción de Eloísa Álvarez (Visor, 1998)
- Penas do purgatório (1954)
- Canto libre del Orfeo rebelde (Orfeu rebelde, 1958), traducción de João Terra (Edhasa, 1998)
- Poesia completa (2000). póstuma
- Tr.: El espíritu de la tierra: antología poética, Linteo (2002) ISBN 978-84-96067-00-4
- Tr.: La paz posible es no tener ninguna, Amarú (1994) ISBN 978-84-8196-021-1

## Premios
- Prémio Diário de Notícias (1969)
- Prémio Internacional de Poesía (1977)

- Montaigne Prize (1981)

- Prémio Camões (1989)
- Prémio Vida Literária da Associação Portuguesa de Escritores (1992)
- Prémio da Crítica, a toda la obra (1993)